# Носовский, Анатолий Владимирович
Носовский Анатолий Владимирович (род. 2 января 1954, Мариинск, Кемеровская область) — специалист по вопросам ядерной безопасности, академик НАН Украины (2021), лауреат Государственной премии Украины в области науки и техники (2014), директор Института проблем безопасности атомных электростанций НАН Украины.

## Биография
После окончания Ленинградского политехнического института работал в филиале Института атомной энергии им. И. В. Курчатова в городе Сосновом Бору Ленинградской области (ныне Научно-исследовательский технологический институт им. А. П. Александрова), где занимался исследованиями в области радиационной защиты, разработкой новейших методов радиационного контроля и организации действенной радиационной безопасности на атомных подлодках.
В 1986 году, во время Чернобыльской катастрофы, был направлен на ликвидацию её последствий для организации выполнения работ по обеспечению радиационной защиты при строительстве объекта «Укрытие» и подготовки к послеаварийному пуску уцелевших энергоблоков Чернобыльской АЭС.
С 1988 года по 1998 год работал заместителем главного инженера и заместителем генерального директора Чернобыльской АЭС по радиационной безопасности. Одновременно проводил научные исследования в области радиационной защиты.
Работал в Государственном научно-техническом центре по ядерной и радиационной безопасности Государственной инспекции ядерного регулирования Украины.
С 2004 года работает в Институте проблем безопасности атомных электростанций НАН Украины в должностях заведующего отделом, заместителя директора по научной работе, с 2016 года стал директором заведения. 26 мая 2021 избран академиком НАН Украины по 	Секции Физико-технических и Математических Наук и Отделению Физико-Технических Проблем Энергетики.
Регулярно выезжает работать на Чернобыльскую АЭС. Преподаёт на кафедре атомной энергетики Киевского политехнического института.

## Научные достижения
Методы радиационного контроля; разработка систем дозиметрического и технологического контроля новейших ядерных установок; Методы надёжного обеспечения безопасности эксплуатации энергоблоков АЭС; методы уменьшения радиоактивных выбросов и сбросов с энергоблоков АЭС; методы ретроспективного восстановления доз облучения; Противоаварийные процедуры при чрезвычайных ситуациях на ядерных объектах; Радиационное влияние на окружающую среду ядерных установок, Реабилитация территорий, подвергшихся радиоактивному загрязнению; Методы безопасного вывода из строя энергоблоков АЭС.